# Cymothoe luteostriata
Cymothoe luteostriata är en fjärilsart som beskrevs av Embrik Strand 1914. Cymothoe luteostriata ingår i släktet Cymothoe och familjen praktfjärilar. Inga underarter finns listade i Catalogue of Life.